# Bellencombre
Bellencombre è un comune francese di 679 abitanti situato nel dipartimento della Senna Marittima, nella regione della Normandia.

## Storia

### Simboli
Lo stemma del comune riunisce i blasoni delle famiglie Heuzé, Moy, Martel de Clères e Godard de Belbeuf.

## Società

### Evoluzione demografica
Abitanti censiti